# Nattheim

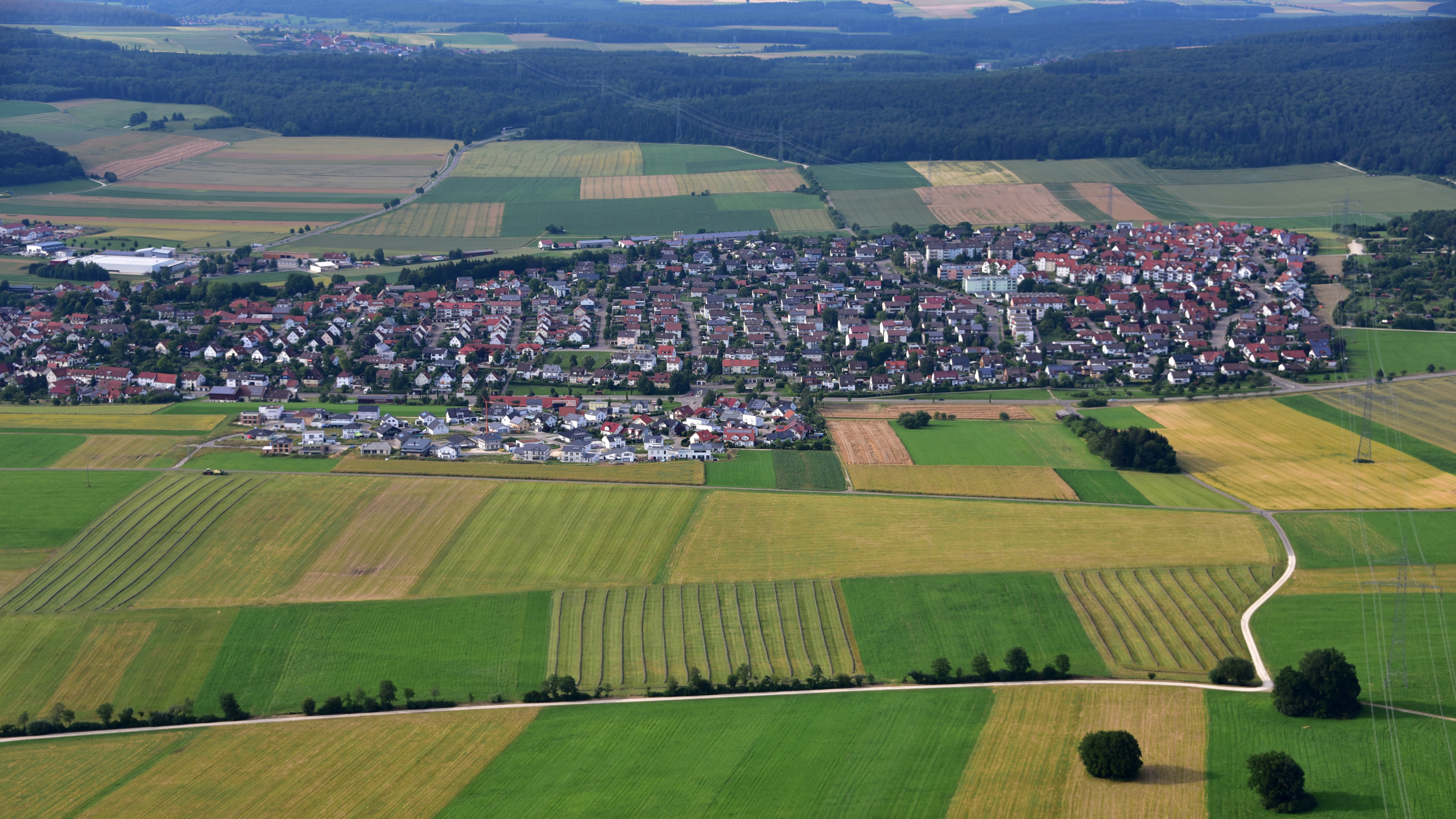
Nattheim, Luftaufnahme (2016)

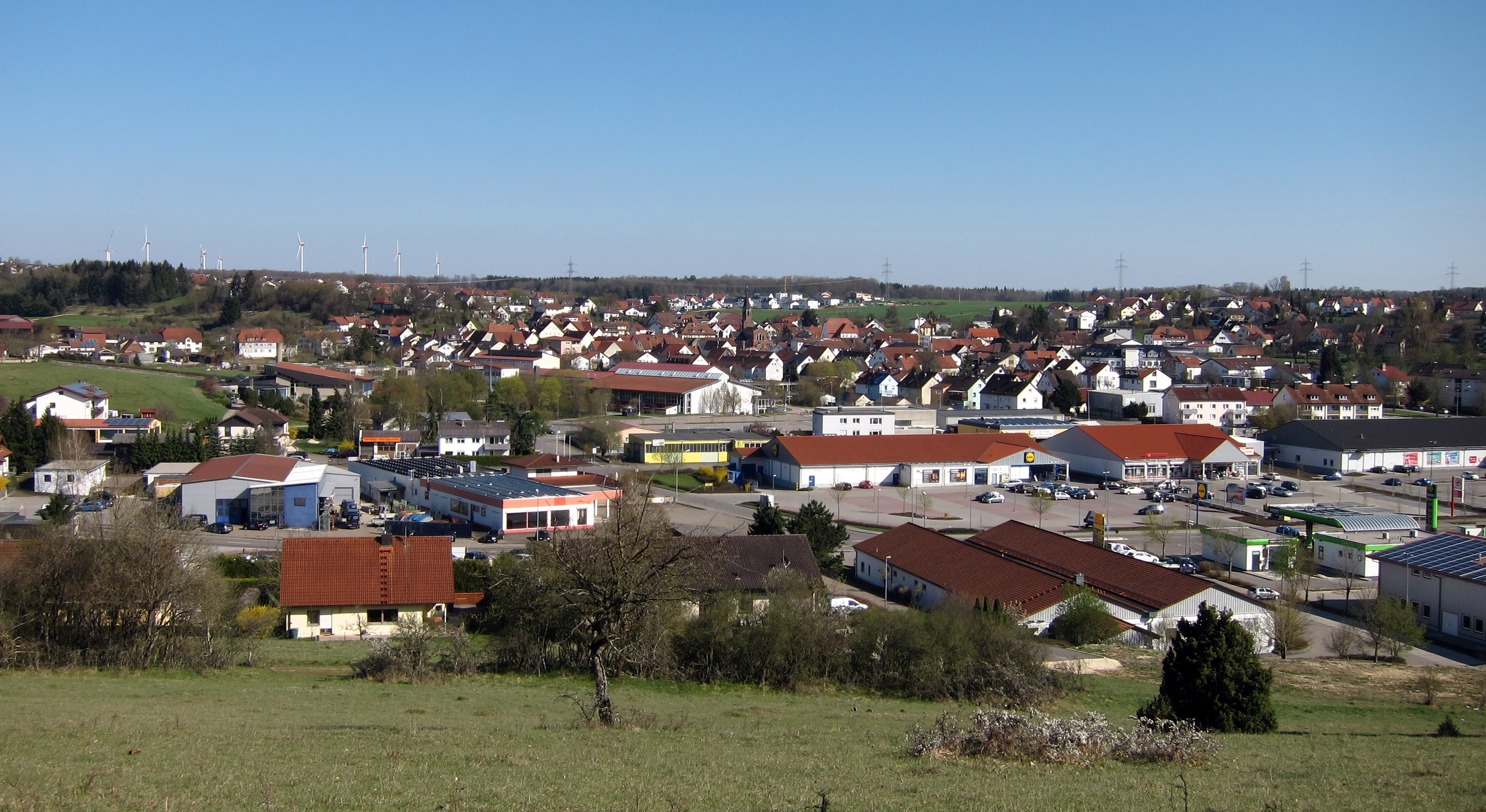
Nattheim

Nattheim (schwäbisch: Nadda) ist eine Gemeinde im Landkreis Heidenheim in Baden-Württemberg. Sie gehört zur Region Ostwürttemberg.

## Geographie

### Geographische Lage
Nattheim liegt am Rande des Härtsfelds zwischen der Kreisstadt Heidenheim an der Brenz und der Gemeinde Dischingen.

### Gemeindegliederung
Zur Gemeinde Nattheim gehören folgende ehemals selbstständige Gemeinden mit ihren damaligen sechs Ortsteilen:
- Auernheim mit dem Weiler Steinweiler und dem Gehöft Waldzierter Hof sowie den abgegangenen Ortschaften Auerntaler Hof und Mittelhof.
- Fleinheim mit der abgegangenen Ortschaft Walkendorf.
- Nattheim mit dem Gehöft Wahlberg sowie den abgegangenen Ortschaften Gebstetten und St. Stephan.

### Flächenaufteilung
Nach Daten des Statistischen Landesamtes, Stand 2014.

## Geschichte

### Ortsgeschichte
Nattheim war Siedlungsstätte der Kelten, am östlichen Ortsrand liegt eine Viereckschanze, deren Wälle erhalten sind. Nattheim wurde erstmals 1050 in einer Urkunde von Kaiser Heinrich III. erwähnt. Damals lag der Ort im Herzogtum Schwaben. Seit dem Spätmittelalter unterstand Nattheim der Herrschaft Heidenheim, die von 1450 bis 1503 zu Bayern-Landshut gehörte. 1504 fiel Nattheim ans Herzogtum Württemberg zurück. Bei der Umsetzung der neuen Verwaltungsgliederung im 1806 gegründeten Königreich Württemberg blieb die jahrhundertealte Zugehörigkeit von Nattheim zum Oberamt Heidenheim unberührt. Bei der Verwaltungsreform während der NS-Zeit in Württemberg 1938 wurde aus dem Oberamt der Landkreis Heidenheim. 1945 wurde der Ort Teil der Amerikanischen Besatzungszone und gehörte somit zum neu gegründeten Land Württemberg-Baden, das 1952 im jetzigen Bundesland Baden-Württemberg aufging.
Am 1. Februar 1972 wurden die bis dahin selbständigen Gemeinden Auernheim und Fleinheim eingegliedert.

### Einwohnerentwicklung
Die Einwohnerzahlen nach dem jeweiligen Gebietsstand sind Schätzungen, Volkszählungsergebnisse (¹) oder amtliche Fortschreibungen des Statistischen Landesamtes Baden-Württemberg (nur Hauptwohnsitze).
| Jahr                 | Einwohner |
| -------------------- | --------- |
| 1. Dezember 1871 1   | 2058      |
| 1. Dezember 1880 1   | 1999      |
| 1. Dezember 1890 1   | 1838      |
| 1. Dezember 1900 1   | 1733      |
| 1. Dezember 1910 1   | 1694      |
| 16. Juni 1925 1      | 1807      |
| 16. Juni 1933 1      | 1881      |
| 17. Mai 1939 1       | 1943      |
| 13. September 1950 1 | 2716      |
| 6. Juni 1961 1       | 3314      |

| Jahr              | Einwohner |
| ----------------- | --------- |
| 27. Mai 1970 1    | 4400      |
| 31. Dezember 1980 | 5337      |
| 25. Mai 1987 1    | 5576      |
| 31. Dezember 1990 | 5807      |
| 31. Dezember 1995 | 6175      |
| 31. Dezember 2000 | 6315      |
| 31. Dezember 2005 | 6370      |
| 31. Dezember 2010 | 6220      |
| 31. Dezember 2015 | 6241      |
| 31. Dezember 2020 | 6291      |

| Jahr              | Einwohner |
| ----------------- | --------- |
| 31. Dezember 2021 | 6278      |

## Ortsteile

### Auernheim
Auernheim wurde erstmals 1258 urkundlich erwähnt. Seit 1297 gehörte es dem Kloster Neresheim und wurde 1810 von Bayern an das Königreich Württemberg abgetreten.

### Fleinheim
Fleinheim wurde zuerst 1277 urkundlich erwähnt. Es gehörte damals zum Besitz der Grafen von Helfenstein. 1504 kam der Ort an das Herzogtum Württemberg.

### Steinweiler
Steinweiler wurde 1775 von Siedlern, welche die Kalksteine, die dort sehr zahlreich vorhanden sind, für den Bau des Klosters Neresheim benötigten, als Siedlung von Steinhauern erbaut. 1810 kam es zum Königreich Württemberg.
Heute ist es ein kleines Dorf mit ca. 350 Einwohnern.
In Steinweiler gibt es, neben einem Steinmetz, eine Kapelle (katholisch), ein Feuerwehrhaus mit eigenem Fahrzeug und ein Bürgerhaus.
Die Kinder Steinweilers gehen nach Auernheim in den Kindergarten und in die Grundschule.
Die weiterführenden Schulen sind in Nattheim, Neresheim und Heidenheim.
Die Steinbrüche im Naturschutzgebiet sind schon seit längerer Zeit stillgelegt. Das Gelände ist heute ein Ausflugsziel. Unter anderem verfügt es über eine Four Cross Strecke auf der Rennen der European FourCross Series ausgetragen werden.

## Politik

### Gemeinderat
In Nattheim wird der Gemeinderat nach dem Verfahren der unechten Teilortswahl gewählt. Dabei kann sich die Zahl der Gemeinderäte durch Überhangmandate verändern. Der Gemeinderat in Nattheim besteht nach der letzten Wahl aus den 19 (2019: 18) gewählten ehrenamtlichen Gemeinderäten und dem Bürgermeister als Vorsitzendem. Der Bürgermeister ist im Gemeinderat stimmberechtigt. Die Kommunalwahl am 9. Juni 2024 führte zu folgendem Ergebnis.
| Parteien und Wählergemeinschaften | Parteien und Wählergemeinschaften                                         | % 2024  | Sitze 2024 | % 2019 | Sitze 2019 |
| BWV/CDU                           | Bürgerliche Wählervereinigung/Christlich Demokratische Union Deutschlands | 61,19   | 12         | 60,0   | 11         |
| UWV                               | Unabhängige Wählervereinigung (2019: SPD/Unabhängige)                     | 38,81   | 7          | 38,2   | 7          |
| AfD                               | Alternative für Deutschland                                               | –       | –          | 1,8    | 0          |
| gesamt                            | gesamt                                                                    | 100,0   | 19         | 100,0  | 18         |
| Wahlbeteiligung                   | Wahlbeteiligung                                                           | 61,54 % | 61,54 %    | 59,2 % | 59,2 %     |

### Bürgermeister
Am  1. Januar 2018 wurde Norbert Bereska (parteilos) bei einer Wahlbeteiligung von 35,3 % mit 96,3 % der Stimmen im Amt bestätigt.

### Wappen
| Wappen der Gemeinde Nattheim | Blasonierung: „In Grün eine eingebogene silberne (weiße) Spitze, belegt mit einem achtspeichigen grünen Rad, begleitet vorne von einem silbernen (weißen) Bergmannshammer (Spitze innen), hinten von einer silbernen (weißen) Garnspule, von der oben eine silberne (weiße) Garnschleife ausgeht.“ |
| Wappen der Gemeinde Nattheim | Wappenbegründung: Von 1912 an verwendete die Gemeinde ein Stempelbild, das einen an den vier Ecken von je einem Baum begrenzten Garten zeigt, der die Buchstaben NH und sieben Dreiecke beziehungsweise Lindenblätter enthält. Es bezog sich auf die Ortslage inmitten von Wäldern und Hügeln. Das verliehene Wappen weist mit seinem grünen Schildgrund auf die Landwirtschaft und den Waldreichtum hin, während der Bergmannshammer und die Garnspule an die Tätigkeiten früherer Einwohner als Bergknappen und Weber erinnert. Die silberne Spitze mit dem Rad wird auf die alte Handelsstraße Zürich-Nördlingen-Nürnberg bezogen. |

### Partnerschaften
Nattheim unterhält seit 1991 partnerschaftliche Beziehungen zur Gemeinde Breitenbrunn/Erzgeb. in Sachsen.

## Wirtschaft und Infrastruktur

### Verkehr
Die Gemeinde ist durch die 2,5 km entfernte Abfahrt Heidenheim der A 7 (Würzburg–Ulm) an das überregionale Fernstraßennetz angebunden.
Der Schwäbische-Alb-Radweg führt als Landes-Radfernweg vom Bodensee über den Norden Heidenheims nach Nattheim und weiter über Dischingen nach Donauwörth.

### Ansässige Unternehmen
Die Privatbrauerei Schlumberger ist seit 1847 in Nattheim ansässig.

### Bildungseinrichtungen
Mit der Wiesbühlschule besteht eine Grundschule in Nattheim. Außerdem gibt es in Auernheim eine reine Grundschule.

### Freizeit- und Sportanlagen
Das Bike-Team Steinweiler (BTS) hat 2005 eine Biker-Bahn im Ortsteil Steinweiler gebaut. Das Grundstück wurde von der Gemeinde Nattheim zur Verfügung gestellt. Der Bau wurde von der Steinweiler Jugend in Eigeninitiative durchgeführt. 2007 wurde die Strecke auf ca. 3000 m² vergrößert.
Außerdem ist in Nattheim ein Hallenbad (Ramensteinbad) vorhanden.
Des Weiteren gibt es eine Turnhalle (Ramensteinhalle), Fußballplätze (Halde und im Tal), sowie Tennisplätze und im Winter eine Skianlage mit Lift.

## Kultur und Sehenswürdigkeiten

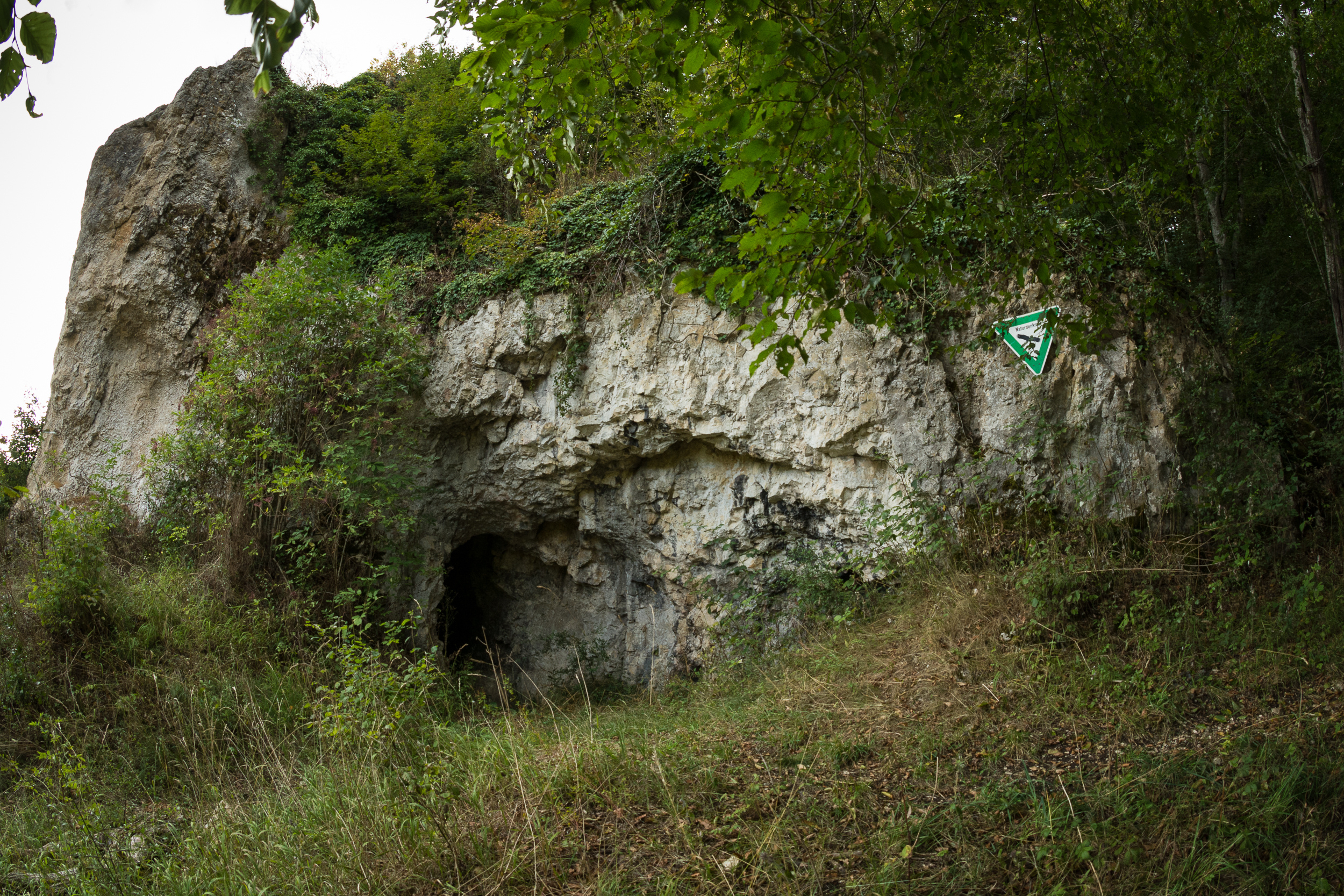
Ramensteinhöhle

Nattheim liegt an der Schwäbischen Albstraße, die an vielen Sehenswürdigkeiten vorbeiführt.
Der Albschäferweg durchzieht als Wanderweg die Nattheimer Gemarkung.
Das Naturschutzgebiet Zwing wartet neben vielen seltenen Tieren und Pflanzen seit Ende 2022 auch mit einer Ansiedelung des Wisents auf.

### Museen
Das Museum in der Alten Schule zeigt Funde von rund 130 Millionen Jahre alten Korallen.
Im Dachgeschoss der Alten Schule befindet sich eine große Modelleisenbahn der Privaten Modelleisenbahner Nattheim.

## Persönlichkeiten

### Söhne und Töchter der Gemeinde
- Jakob Ludwig Friedrich von Stängel (1783–unbekannt), geboren in Fleinheim, württembergischer Oberamtmann
- Ludwig Fischer von Weikersthal (1843–1912), württembergischer Generalmajor
- Klaus Maier (* 1956), Politiker, Landtagsabgeordneter Baden-Württembergs
- Zlatko Trpkovski (* 1976), Kandidat der Fernsehshows Big Brother und Promi Big Brother
- Felix Niederberger (* 1983), Kunstradfahrer beim RSV Nattheim und Weltmeister 2007 im Zweier in Winterthur/Schweiz
- Jonas Niederberger (* 1986), Kunstradfahrer beim RSV Nattheim und Weltmeister 2007 im Zweier in Winterthur/Schweiz
- Tim Skarke (* 1996), Fußballspieler

### Sonstige Personen, die mit der Gemeinde verbunden waren
- Johann Evangelist Reiter (1764–1835), von 1807 bis zu seinem Tod katholischer Pfarrer in Auernheim
- Natalie John (* 1976), Europameisterin im Vollkontakt Kickboxen in der Gewichtsklasse bis 70 kg (TSG Nattheim) in Loutraki, Griechenland